# О’Нил, Соня
Соня О’Нил (англ. Sonia O'Neill; род. 19 августа 1994, Торонто) — канадско-венесуэльская футболистка.

## Клубная карьера
Училась в университете Ниагара и университете Северной Каролины в США, выступала за их студенческие команды.
На профессиональном уровне в течение своей футбольной карьеры Соня играла за шведскую «Хускварну», итальянские «Рому» и «Пинк Бари», хорватский «Сплит» и французский «Флери».
В составе «Сплита» участвовала в квалификационном раунде Лиги чемпионов УЕФА 2019/2020.
В январе 2020 года перешла в шотландский «Рейнджерс».
10 июня 2021 года покинула «Рейнджерс».

## Карьера в сборной
В октябре 2019 года была впервые вызвана в сборную Венесуэлы.
8 апреля 2021 года сыграла в товарищеском матче против сборной Аргентины на позиции защитника.